# Deporte de equipo

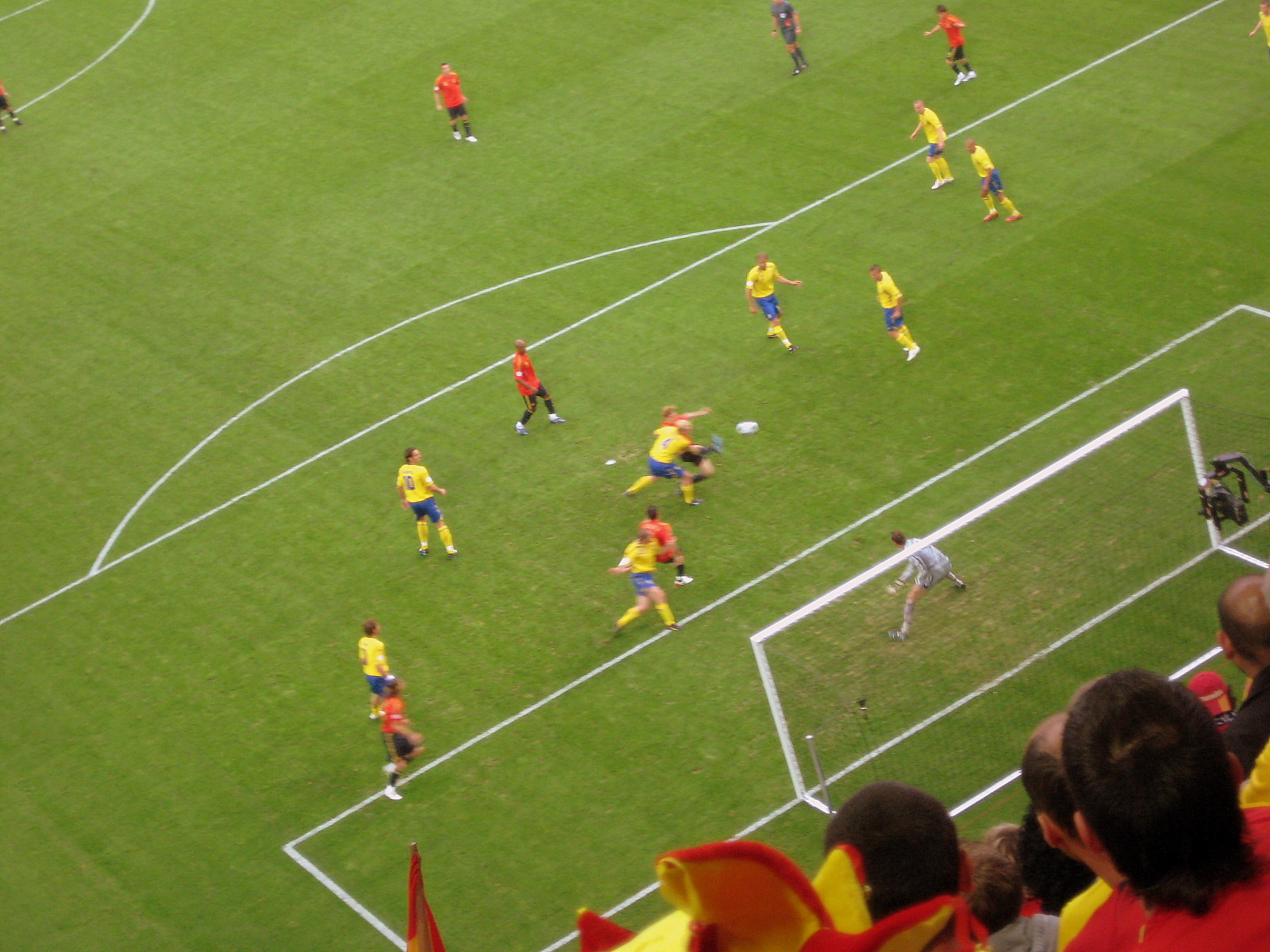
Una fase de un partido de fútbol.

Un deporte de equipo se refiere a los deportes en los que un grupo de personas compite contra otro grupo de personas.

## Deportes olímpicos de equipo
Actualizado; después de los Juegos Olímpicos de Invierno de 2022

### Deportes de equipo olímpico actuales (11)
Juegos Olímpicos de Verano (9)
| Deporte                                     | Masculino           | Femenino  |                     |           |
| Deporte                                     | Primera edición     | Ediciones | Primera edición     | Ediciones |
| ------------------------------------------- | ------------------- | --------- | ------------------- | --------- |
| Fútbol en los Juegos Olímpicos              | París 1900          | 27        | Atlanta 1996        | 7         |
| Waterpolo en los Juegos Olímpicos           | París 1900          | 28        | Sídney 2000         | 6         |
| Hockey sobre hierba en los Juegos Olímpicos | Londres 1908        | 24        | Moscú 1980          | 11        |
| Baloncesto en los Juegos Olímpicos          | Berlín 1936         | 20        | Montreal 1976       | 12        |
| Balonmano en los Juegos Olímpicos           | Berlín 1936         | 14        | Montreal 1976       | 12        |
| Voleibol en los Juegos Olímpicos            | Tokio 1964          | 15        | Tokio 1964          | 15        |
| Vóley playa en los Juegos Olímpicos         | Atlanta 1996        | 7         | Atlanta 1996        | 7         |
| Rugby 7 en los Juegos Olímpicos             | Río de Janeiro 2016 | 3         | Río de Janeiro 2016 | 3         |
| Baloncesto 3×3 en los Juegos Olímpicos      | Tokio 2020          | 2         | Tokio 2020          | 2         |

Juegos Olímpicos de Invierno (2)
| Deporte                                    | Masculino       | Femenino  |                 |           |
| Deporte                                    | Primera edición | Ediciones | Primera edición | Ediciones |
| ------------------------------------------ | --------------- | --------- | --------------- | --------- |
| Hockey sobre hielo en los Juegos Olímpicos | Amberes 1920    | 25        | Nagano 1998     | 7         |
| Curling en los Juegos Olímpicos            | Chamonix 1924   | 8         | Nagano 1998     | 7         |

### Deportes de equipo retirados del programa olímpico (7)
- Béisbol en los Juegos Olímpicos (en 6 ediciones: Barcelona 1992 a Pekín 2008, Tokio 2020)
- Críquet en los Juegos Olímpicos (en 1 edición : París 1900)
- Lacrosse en los Juegos Olímpicos (en 2 ediciones: San Luis 1904 y Londres 1908)
- Polo en los Juegos Olímpicos (en 5 ediciones: París 1900, Londres 1908, Amberes 1920, París 1924, Berlín 1936)
- Rugby en los Juegos Olímpicos (en 4 ediciones: París 1900, Londres 1908, Amberes 1920, París 1924)
- Sóftbol en los Juegos Olímpicos (en 5 ediciones: Atlanta 1996 a Pekín 2008, Tokio 2020)
- Juego de la soga en los Juegos Olímpicos (en 5 ediciones: París 1900 a Amberes 1920)

### Deportes de equipo de exhibición en los Juegos Olímpicos (9)
- Fútbol gaélico (en 1 edición: San Luis 1904)
- Fútbol americano (en 2 ediciones: San Luis 1904 y Los Ángeles 1932)
- Hurling (en 1 edición: San Luis 1904)
- Bikepolo (en 1 edición: Londres 1908)
- Korfbal (en 2 ediciones: Amberes 1920 y Ámsterdam 1928)
- Balonmano frisón (en 1 edición: Ámsterdam 1928)
- Pesäpallo (en 1 edición: Helsinki 1952)
- Fútbol australiano (en 1 edición: Melbourne 1956)
- Hockey sobre patines (en 1 edición: Barcelona 1992)